# ビルン
ビルン (デンマーク語：Billund / デンマーク語発音: [ˈb̥ilɔnˀ])は、デンマークの南デンマーク地域のビルン基礎自治体の町。2022年の人口は6725人。
レゴ本社とレゴランド・ビルンが立地する企業城下町である。国内第2位のビルン空港も有る。郊外にはレゴの工場が有り、2005年には同社製品の90%を製造した。サン・エア航空の本社も有る。

## 人口
- 1930年代初頭：約300人
- 1950年代：約500人
- 1970年：2065人
- 1981年1月1日：4056人
- 1990年1月1日：5169人
- 2000年1月1日：5876人
- 2006年1月1日：6020人
- 2011年1月1日：6139人
- 2016年1月1日：6277人
- 2022年1月1日：6725人

子供連れの家族が地域平均より多く、全世帯の27.3%に上る。

## 歴史
1454年、「Byllundt」として記録に初登場した。
1510年、Billundに改名された。
1880年、ヴァイレとバーデを結ぶ道に、ビルン初の風車が建てられた。
1895年、風車が焼け落ちた。
1897年、風車がオランダ様式で再建された。
ヴァイレからビルンまで鉄道が延びた。
1914年、グリンステッドまで鉄道が延びた。
1916年、後にレゴを創設するオーレ・キアク・クリスチャンセンがビルンの家具会社を買収した。
1930年、クリスチャンセンは鉄板や踏み台、玩具を造り始めた。
1932年、玩具制作を本格的に始めた。
1934年、玩具工場を「レゴ」と名付けた。
1930年代後半、事業に成功したクリスチャンセンは水道や体育館、町役場を建設した。
1942年、第二次世界大戦でナチスドイツに征服され、レゴ工場は破壊された。
しかし、新工場が直ちに造られた。
1946年、グリンステッドからレゴ工場に鉄道が延びた。
1949年、プラスチック版のレゴが初めて発売された。
1950年代、鉄道が廃止され、ビルンに不況が訪れた。
ビルン住宅公団が設立され、安価な住宅が供給された。
1959年、レゴは町の北に大きな公園を建設した。
1962年、レゴの私的空港としてビルン空港が建設された。
後に運営を切り離し、一般空港に変化した。
1968年、レゴランド・ビルンが開園し、ビルンの景気が改善した。
2009年、ラランディアが開園した。

## 地理
- グリンステッド（英語版）まで13km
- 南デンマーク地域の首府のヴァイレまで27km
- エスビャウまで56km

## 姉妹都市
- ドイツ ホーヘンヴェステ（ドイツ語版）
- エストニア ナルヴァ＝ユスー（エストニア語版）